# Ford Custom
Ford Custom var en amerikansk bilmodell tillverkad dels modellåren 1949-1951, dels 1957-1961 och slutligen 1964-1977 av Ford Motor Company. Custom var från början den lyxigaste av Fords bilmodeller och avlöstes år 1952 av Ford Crestline. När modellnamnet Custom återkom år 1957, liksom det nya Custom 300, var det denna gång på de enklaste av Fordmodellerna. Namnet bars, liksom Custom 500, från år 1964 åter på de enklaste ”full-size” modellerna där det blev kvar ända tills det helt ströks från modellutbudet inför 1978.

## Bildgalleri

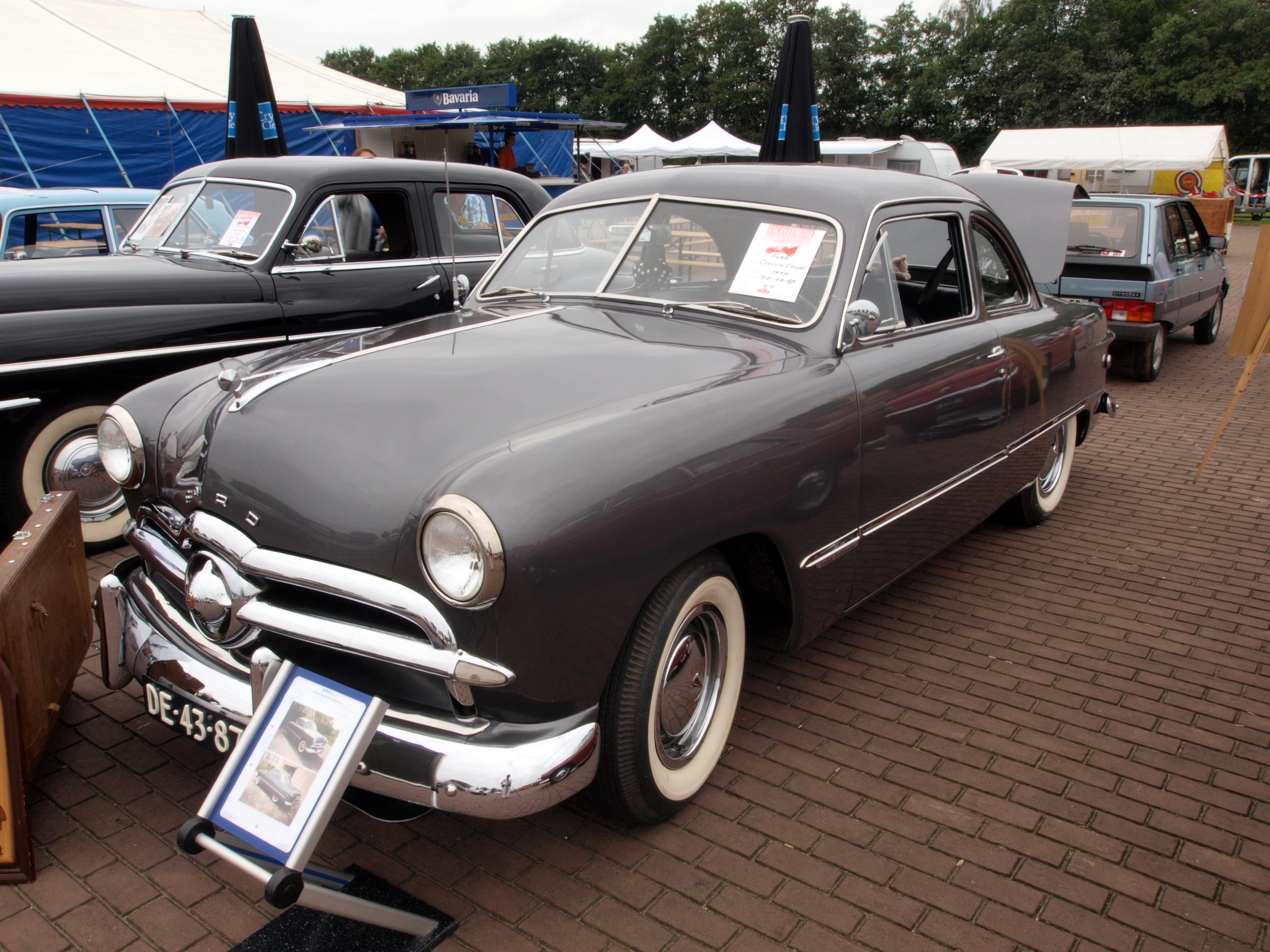
1949 Ford Custom Coupe
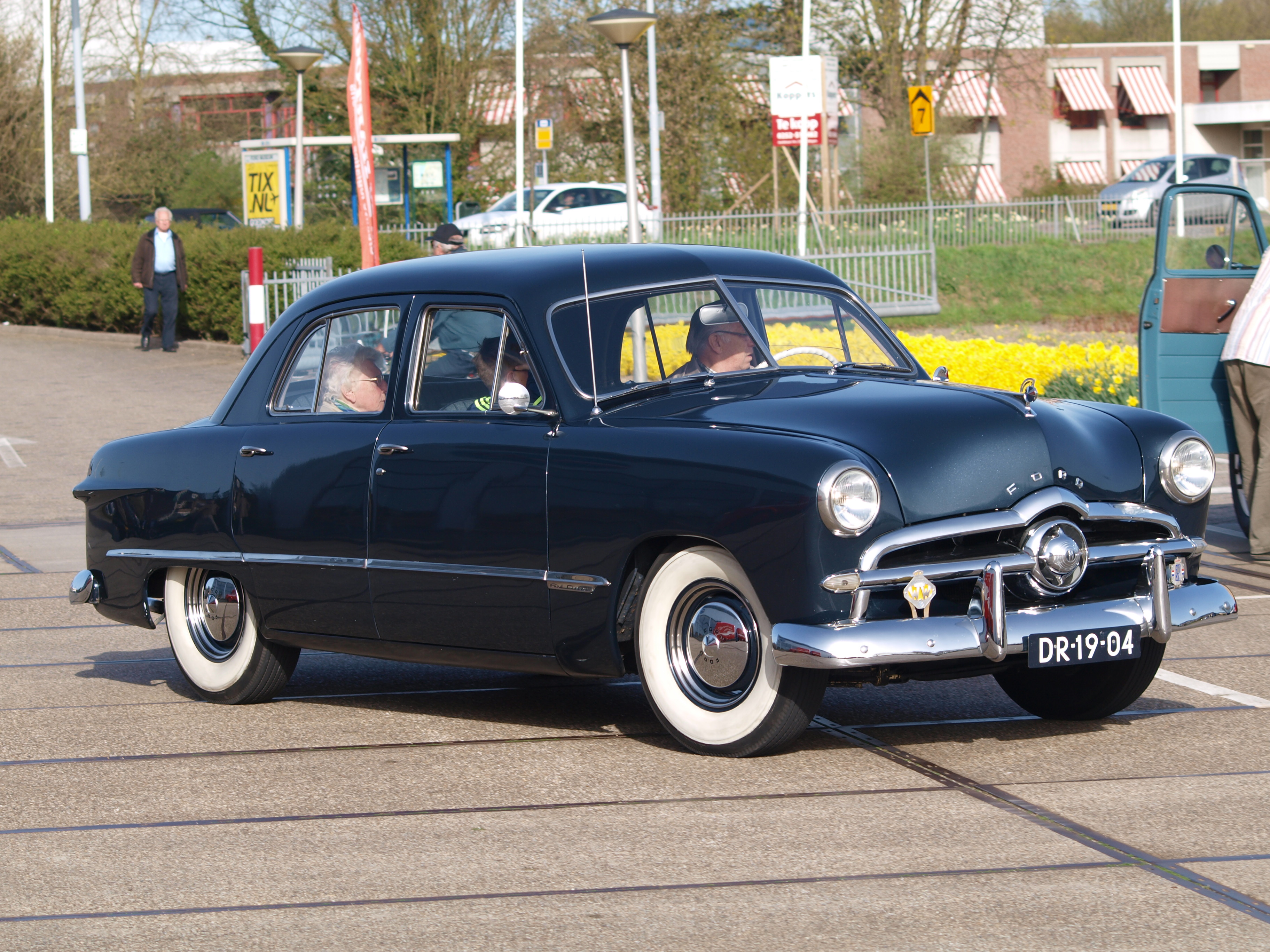
1949 Ford Custom Tudor Sedan
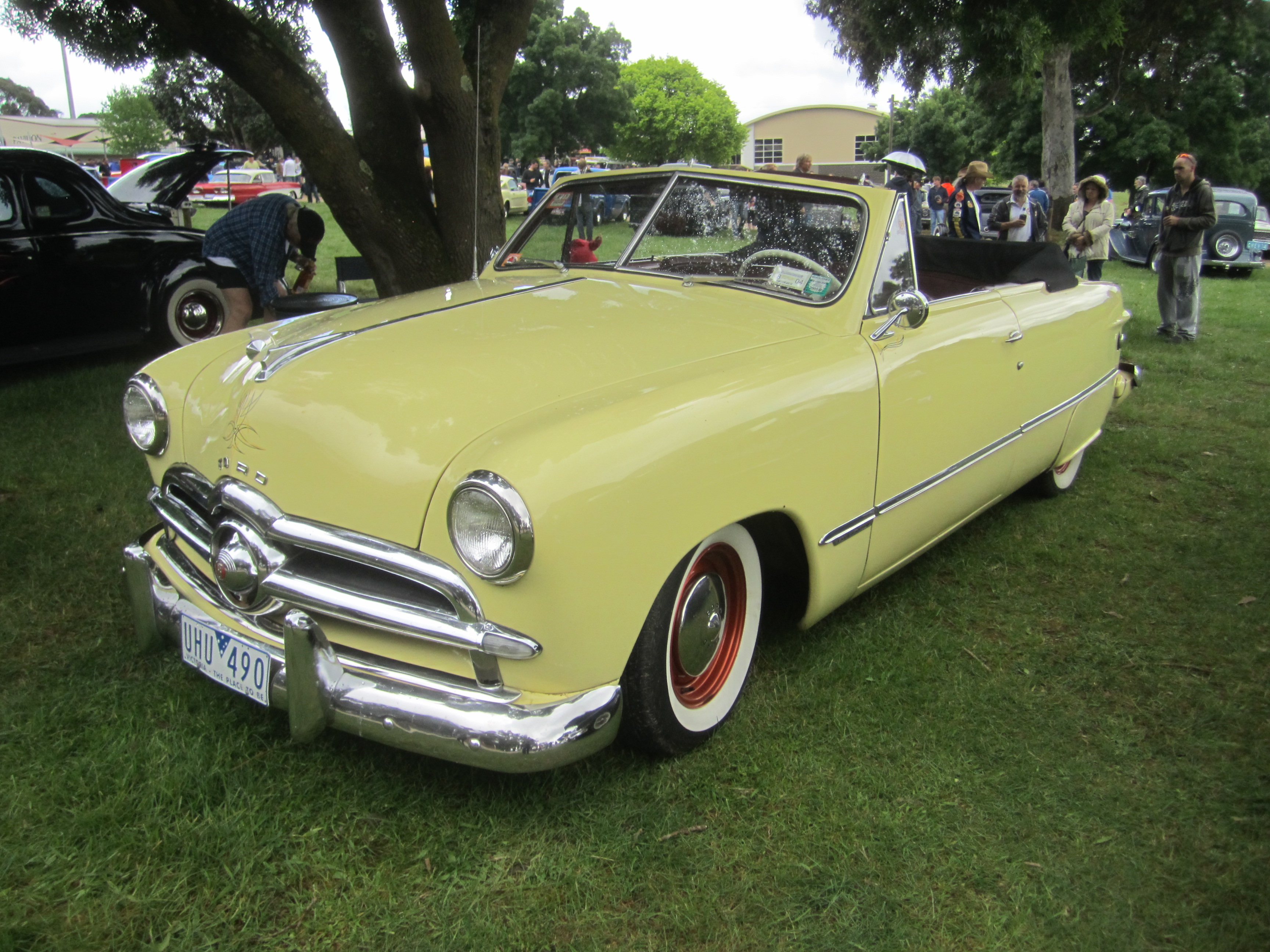
1949 Ford Custom Convertible Coupe
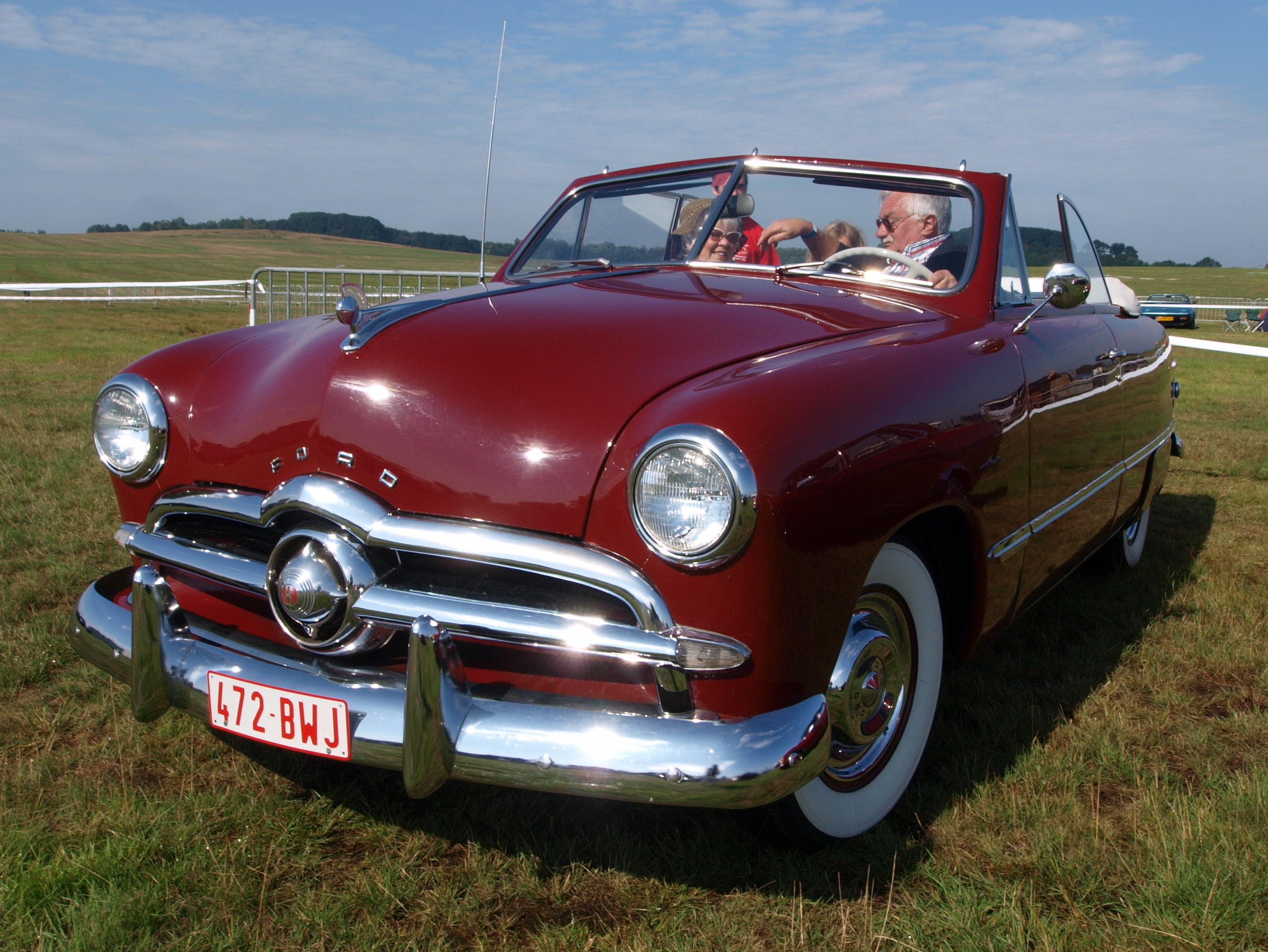
1949 Ford Custom Convertible Coupe
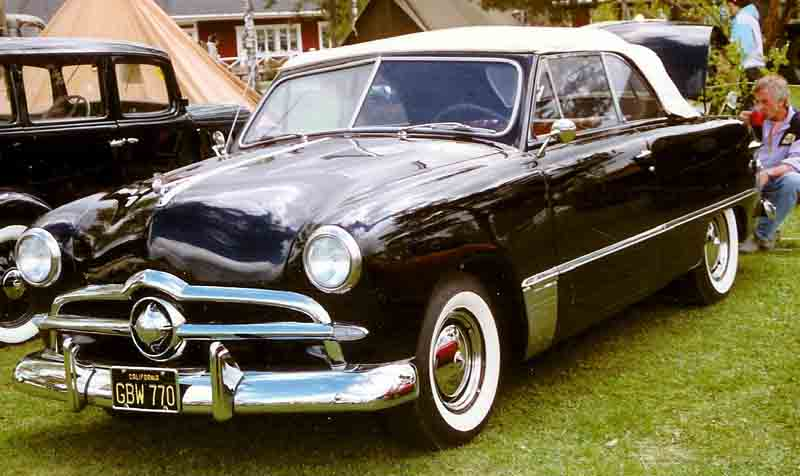
1949 Ford Custom Convertible Coupe
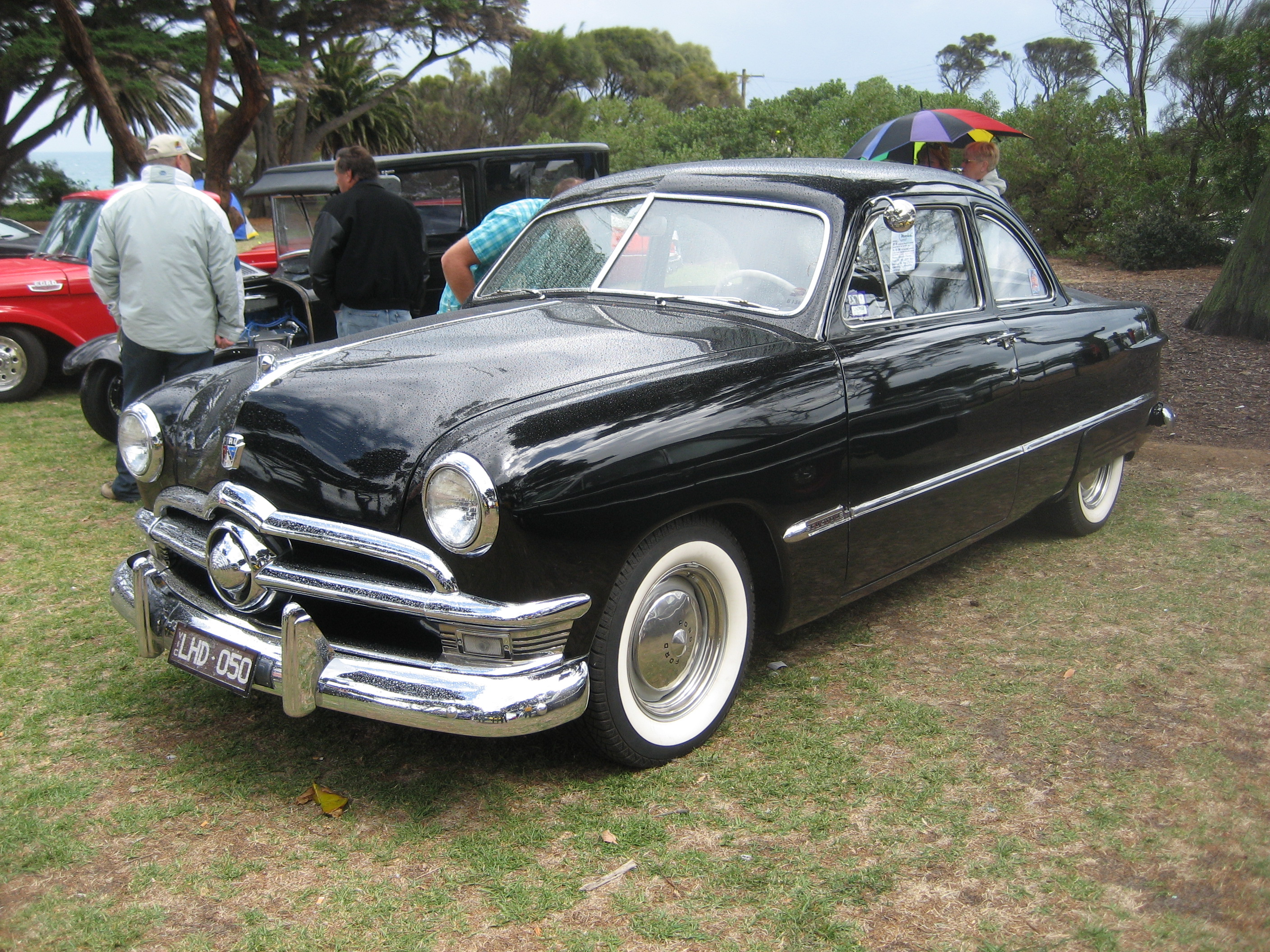
1950 Ford Custom Deluxe Coupe
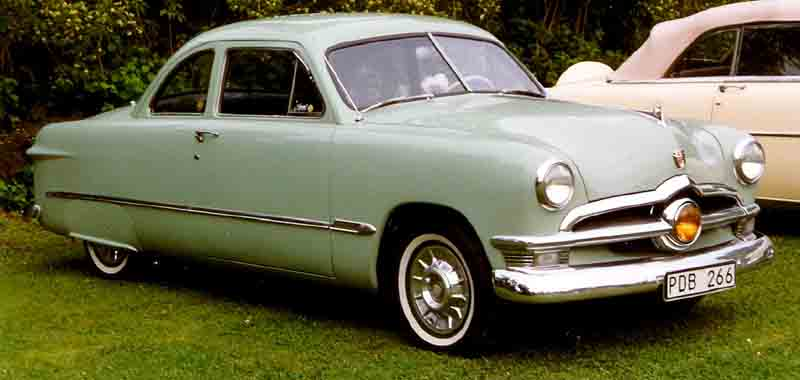
1950 Ford Custom Deluxe Club Coupe
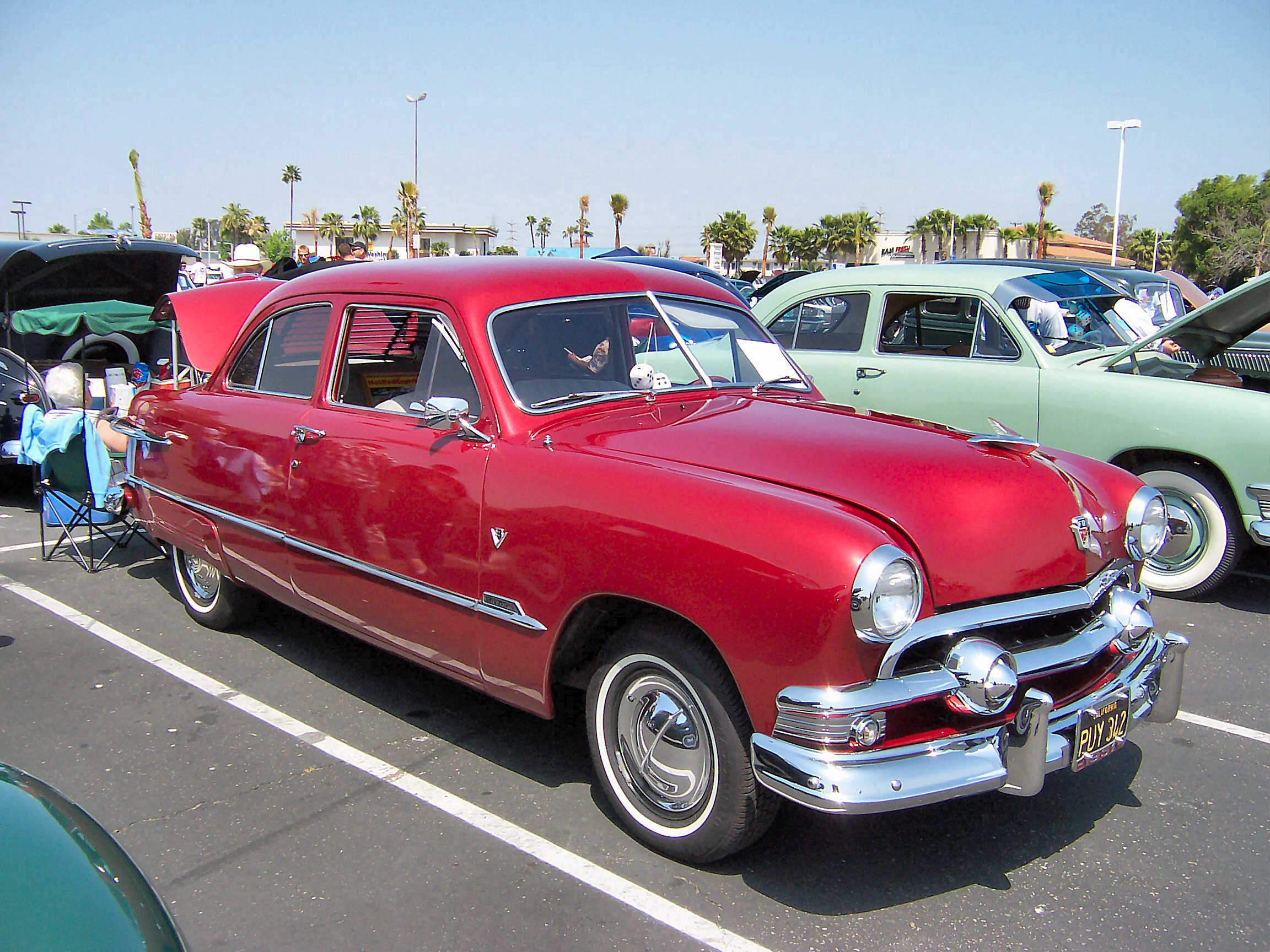
1951 Ford Custom Deluxe Tudor Sedan
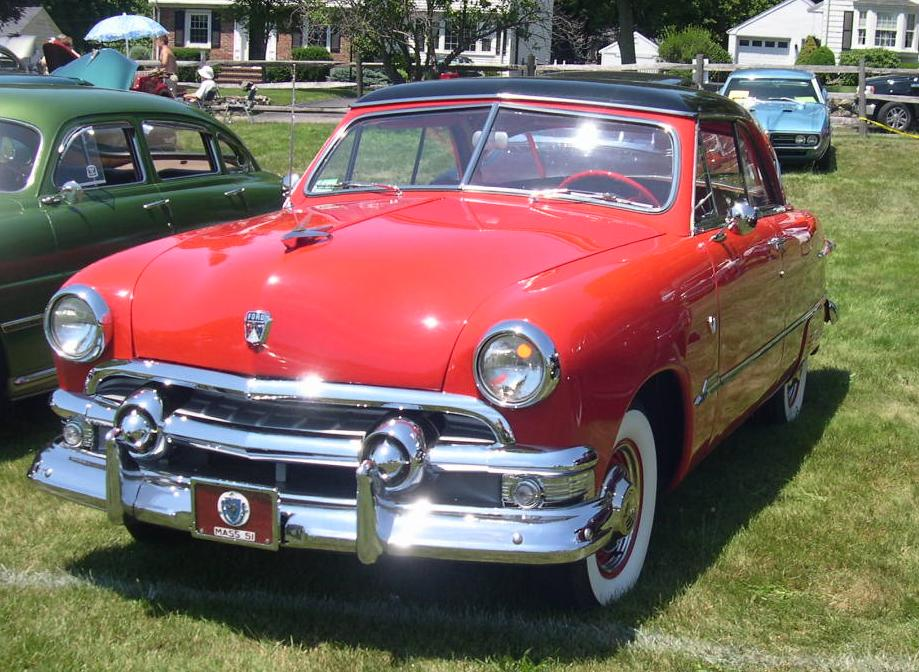
1951 Ford Custom Deluxe Victoria Coupe
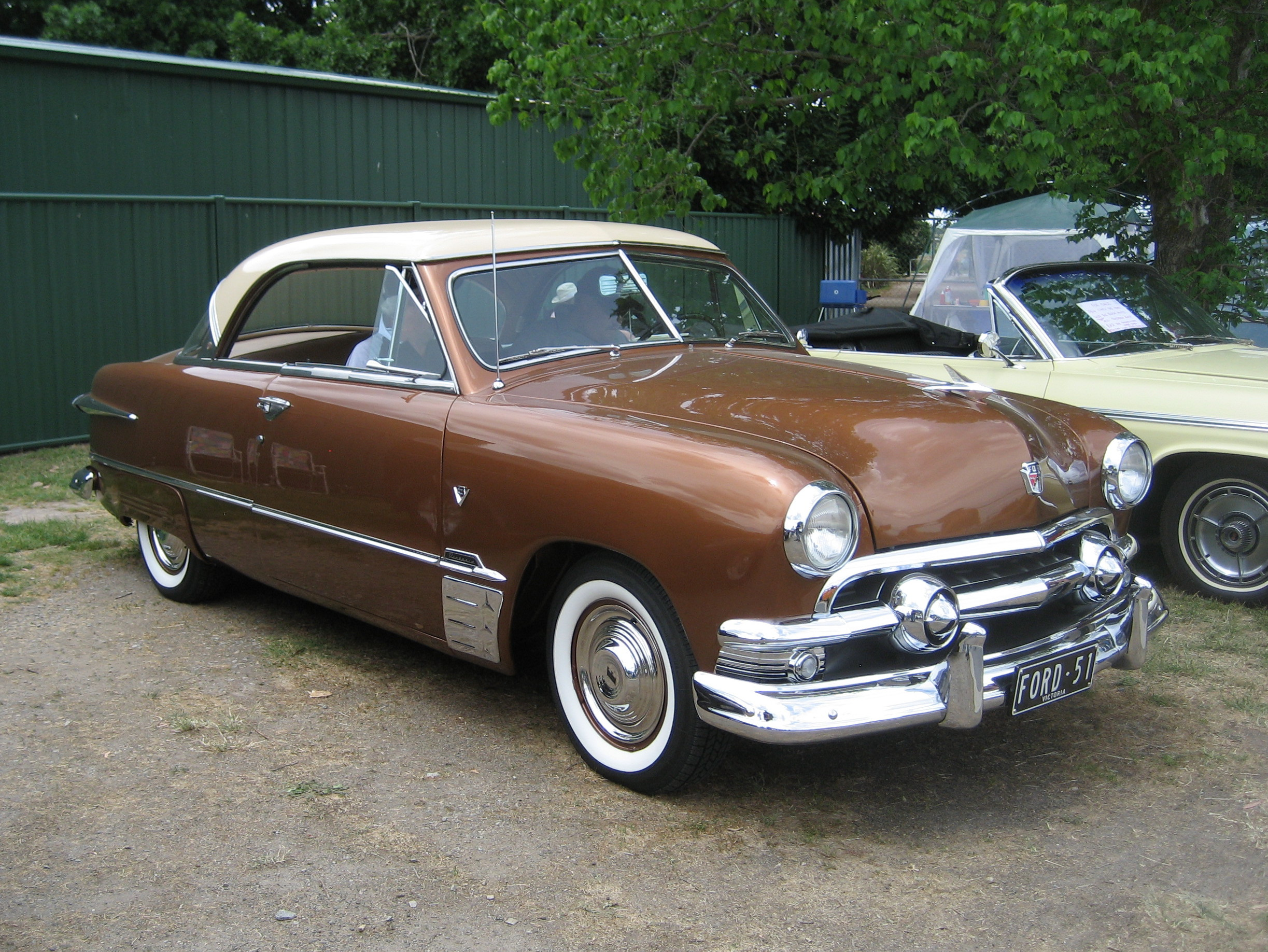
1951 Ford Custom Deluxe Victoria Coupe
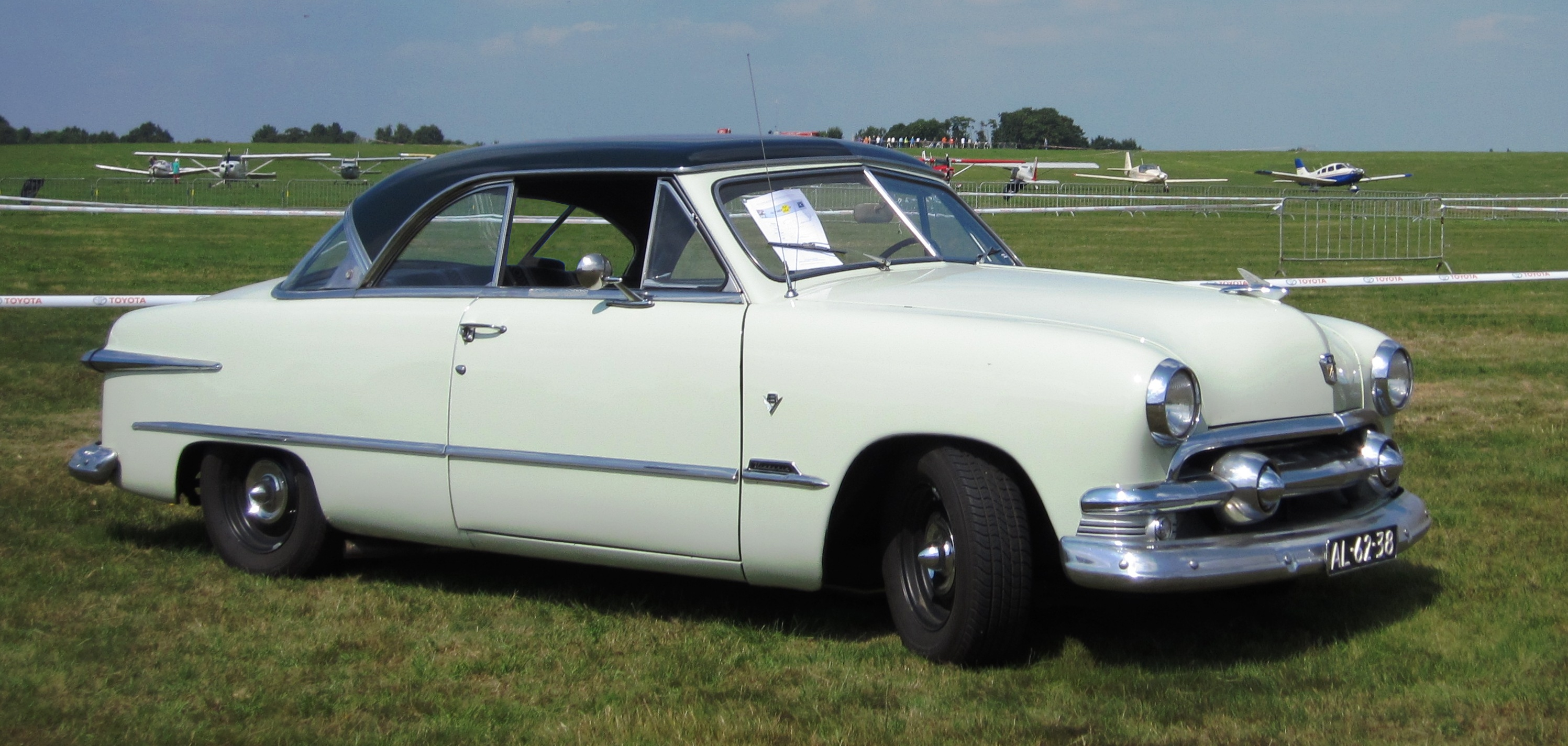
1951 Ford Custom Deluxe Victoria Coupe
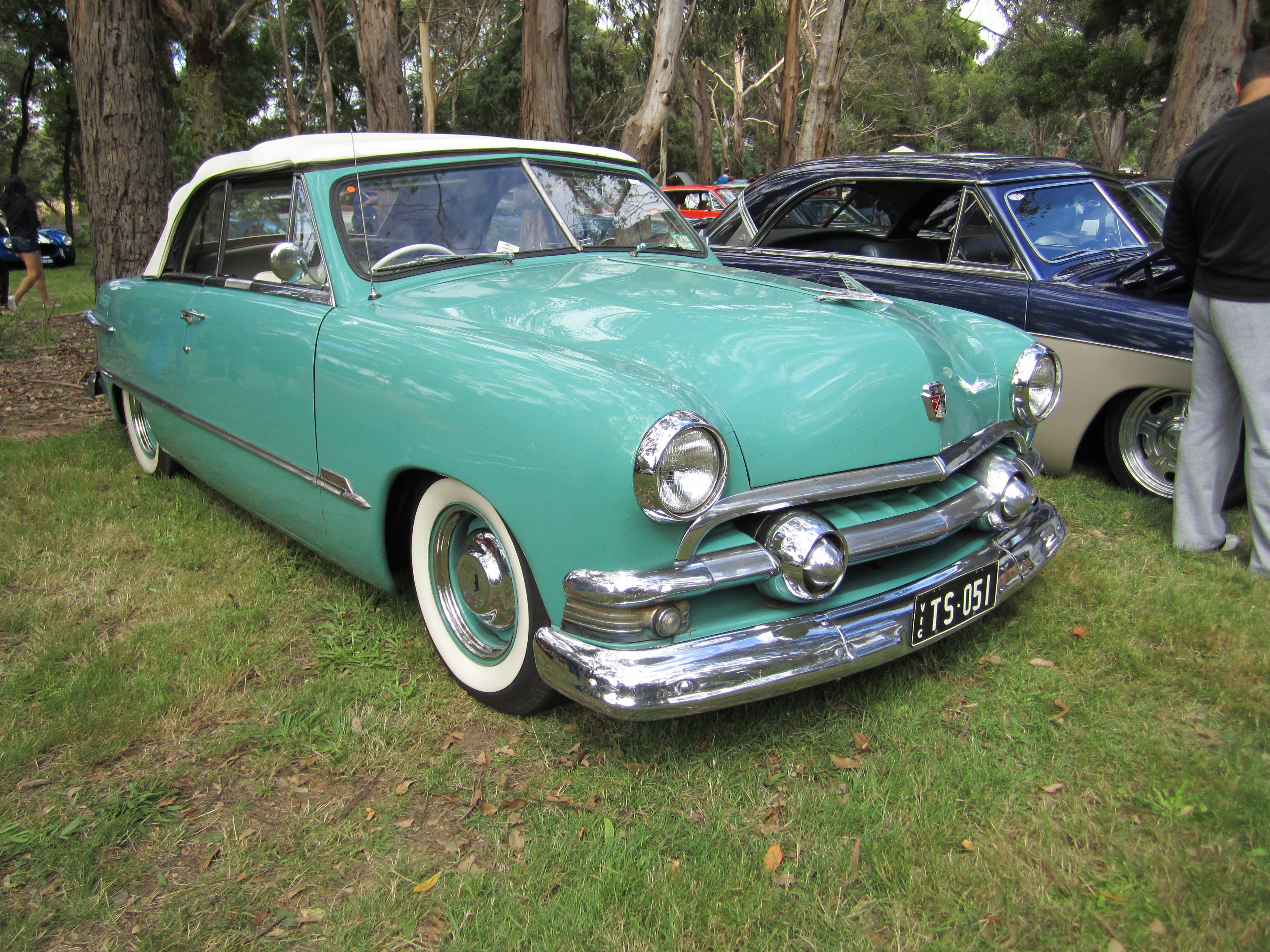
1951 Ford Custom Deluxe Convertible Coupe
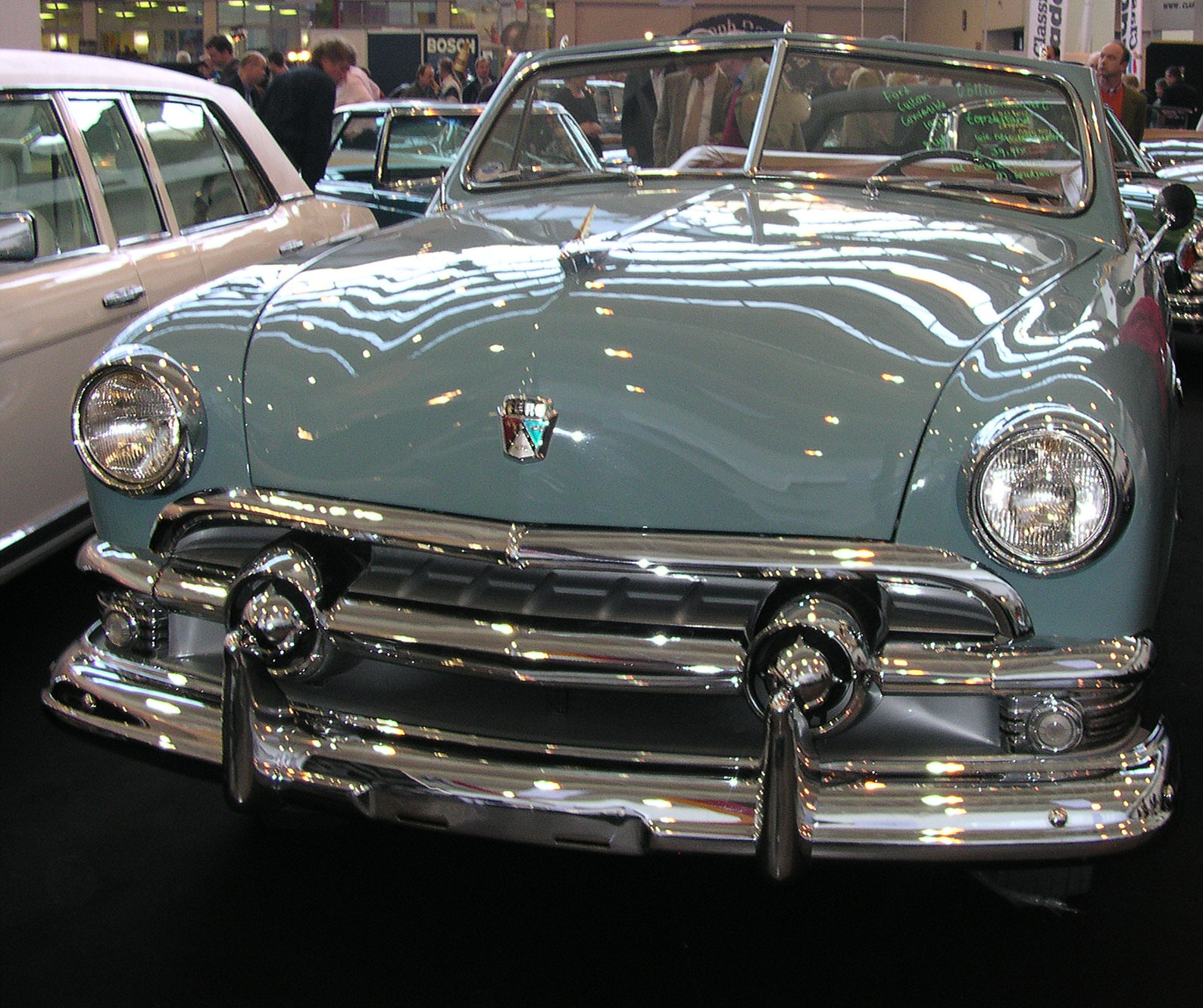
1951 Ford Custom Deluxe Convertible Coupe
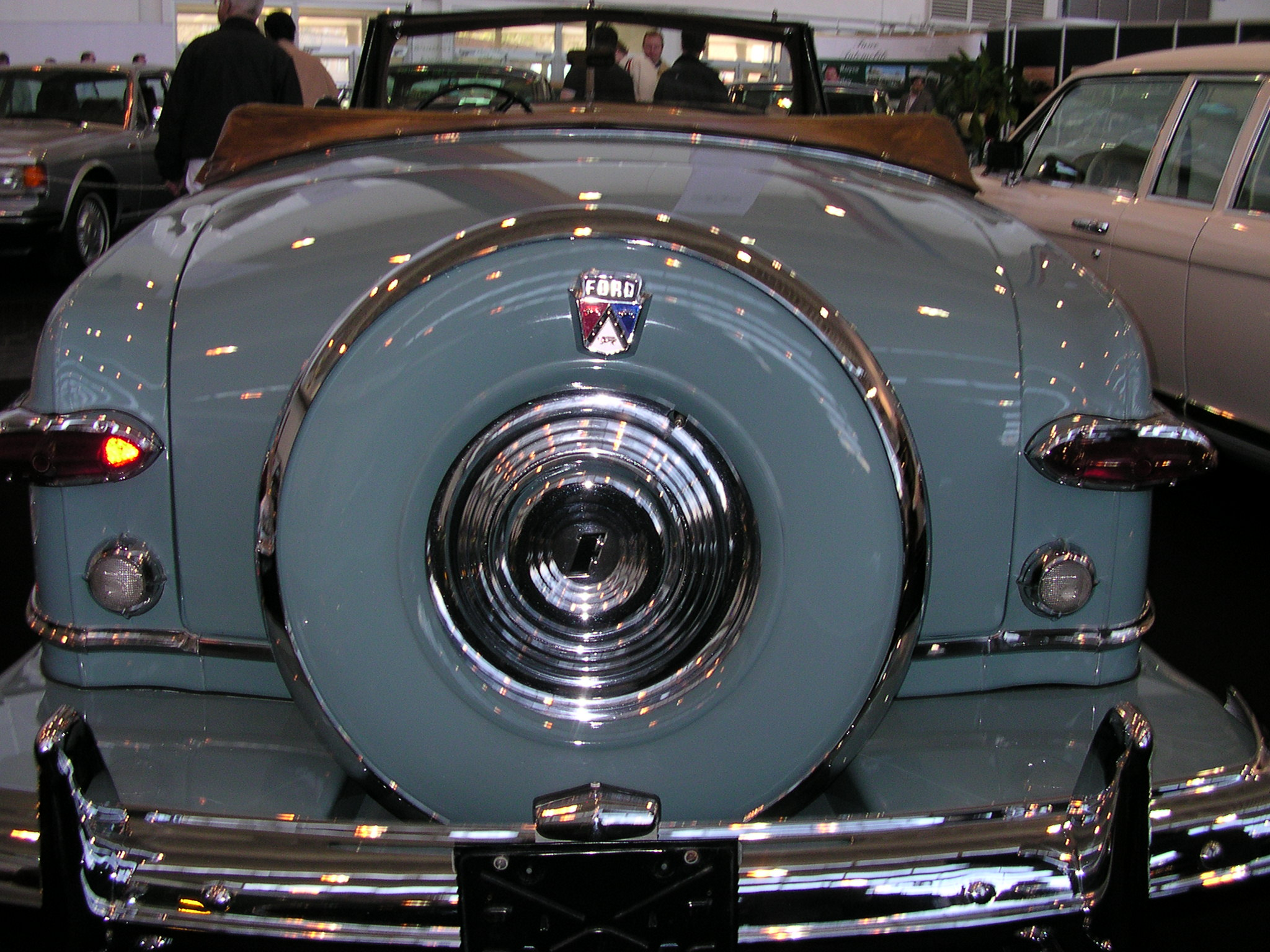
1951 Ford Custom Deluxe Convertible Coupe (med s.k. ”Continental Kit”)
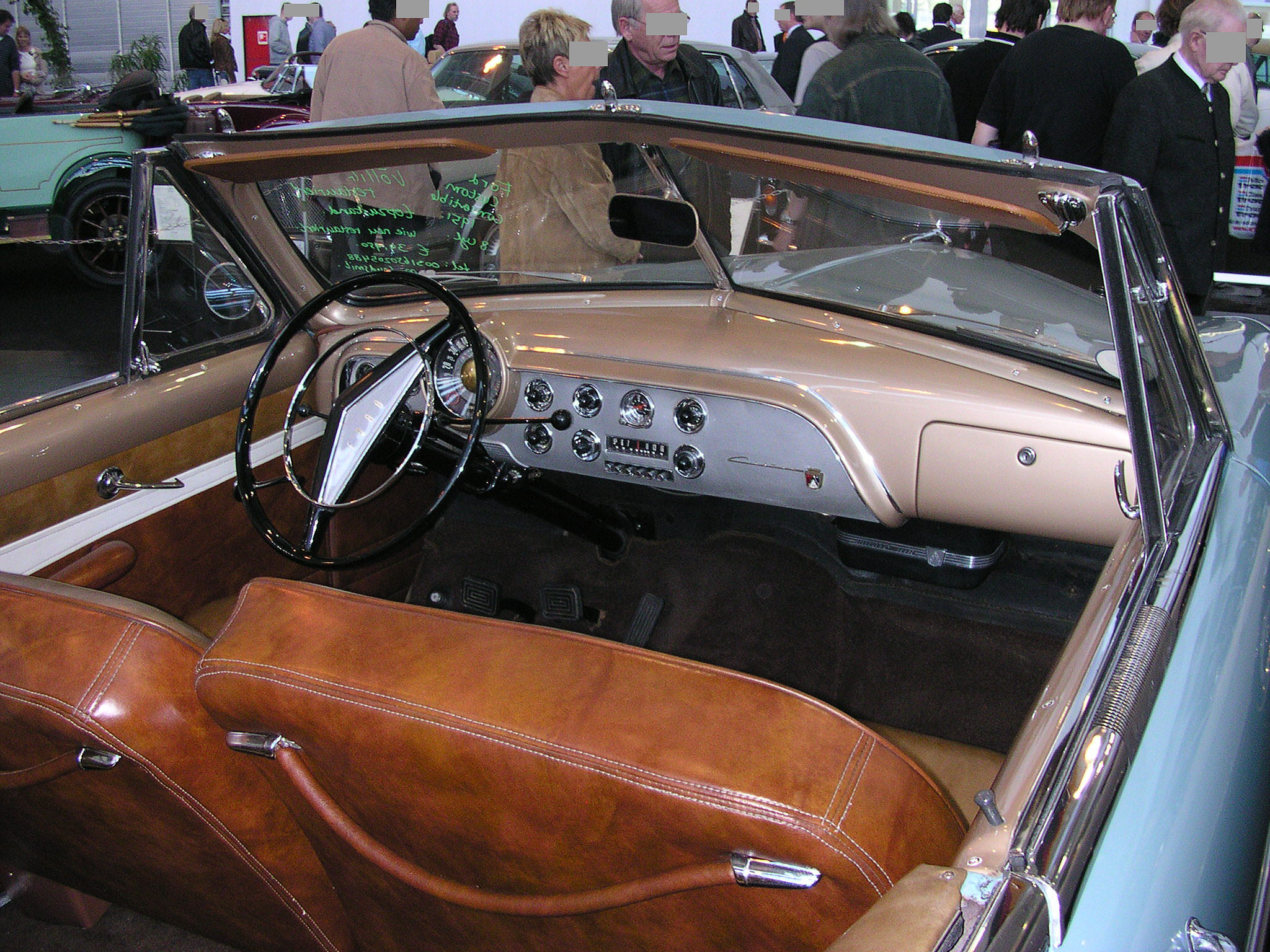
1951 Ford Custom Deluxe Convertible Coupe (interiör)
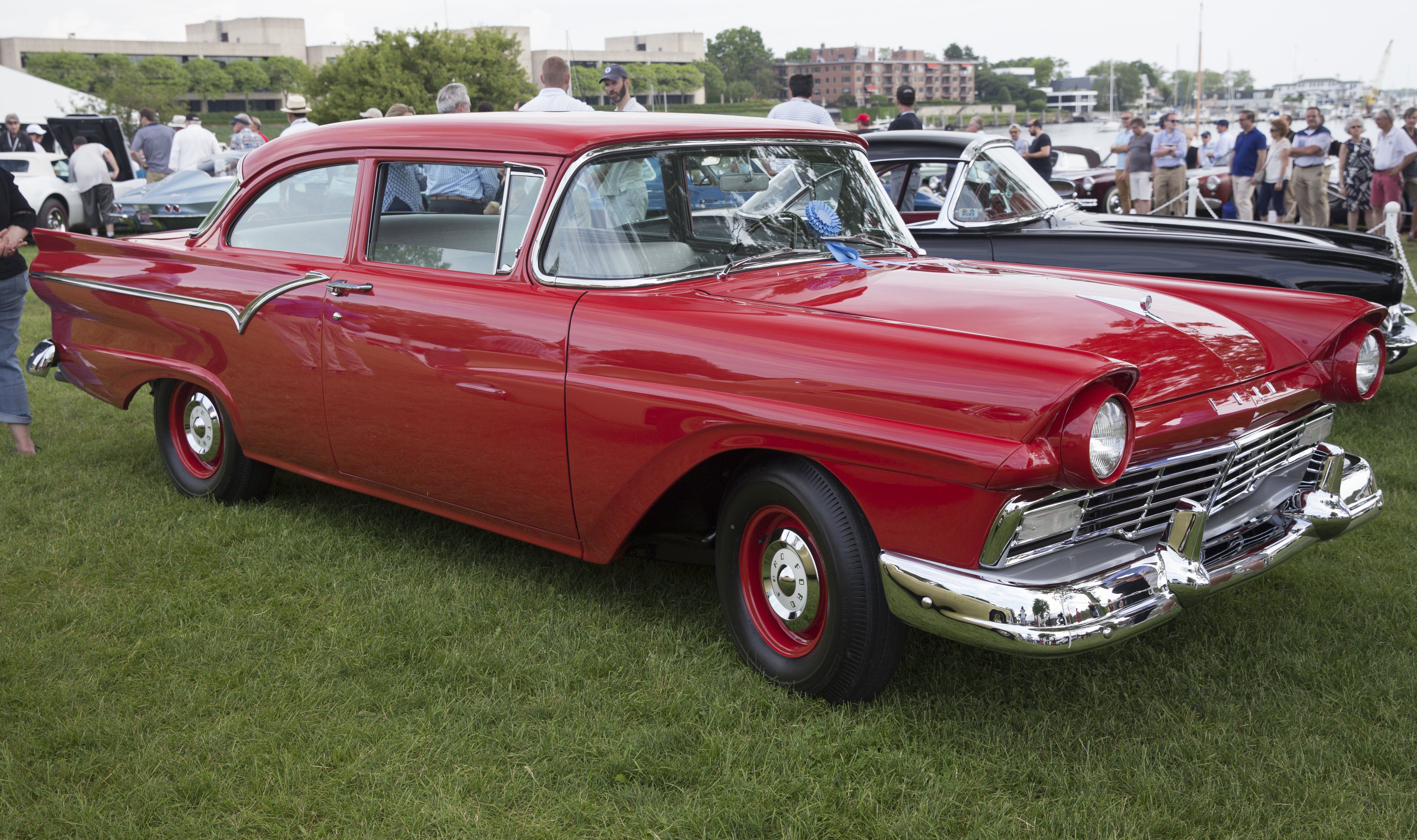
1957 Ford Custom Tudor Sedan D/F-code
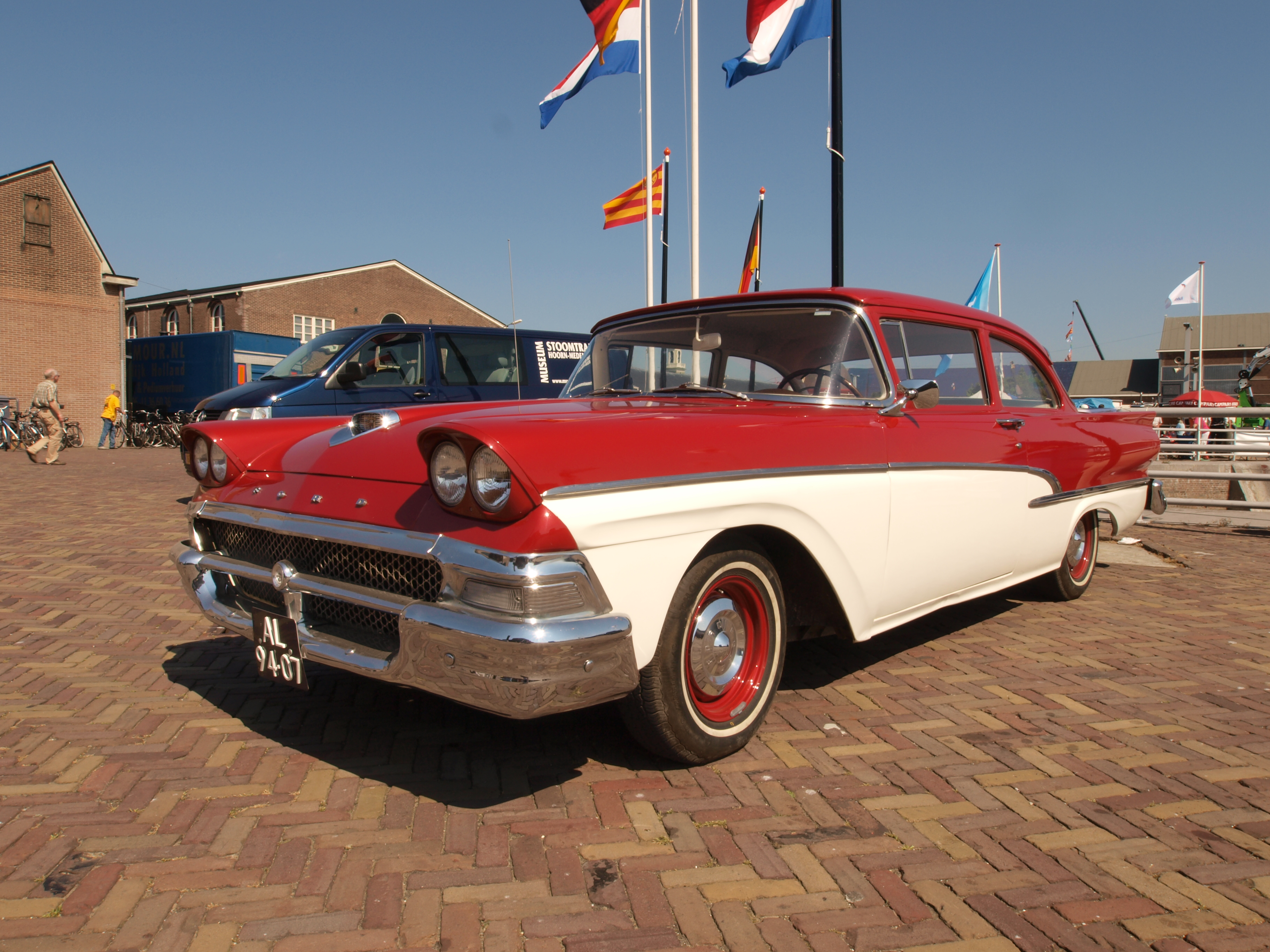
1958 Ford Custom 300 Tudor Sedan
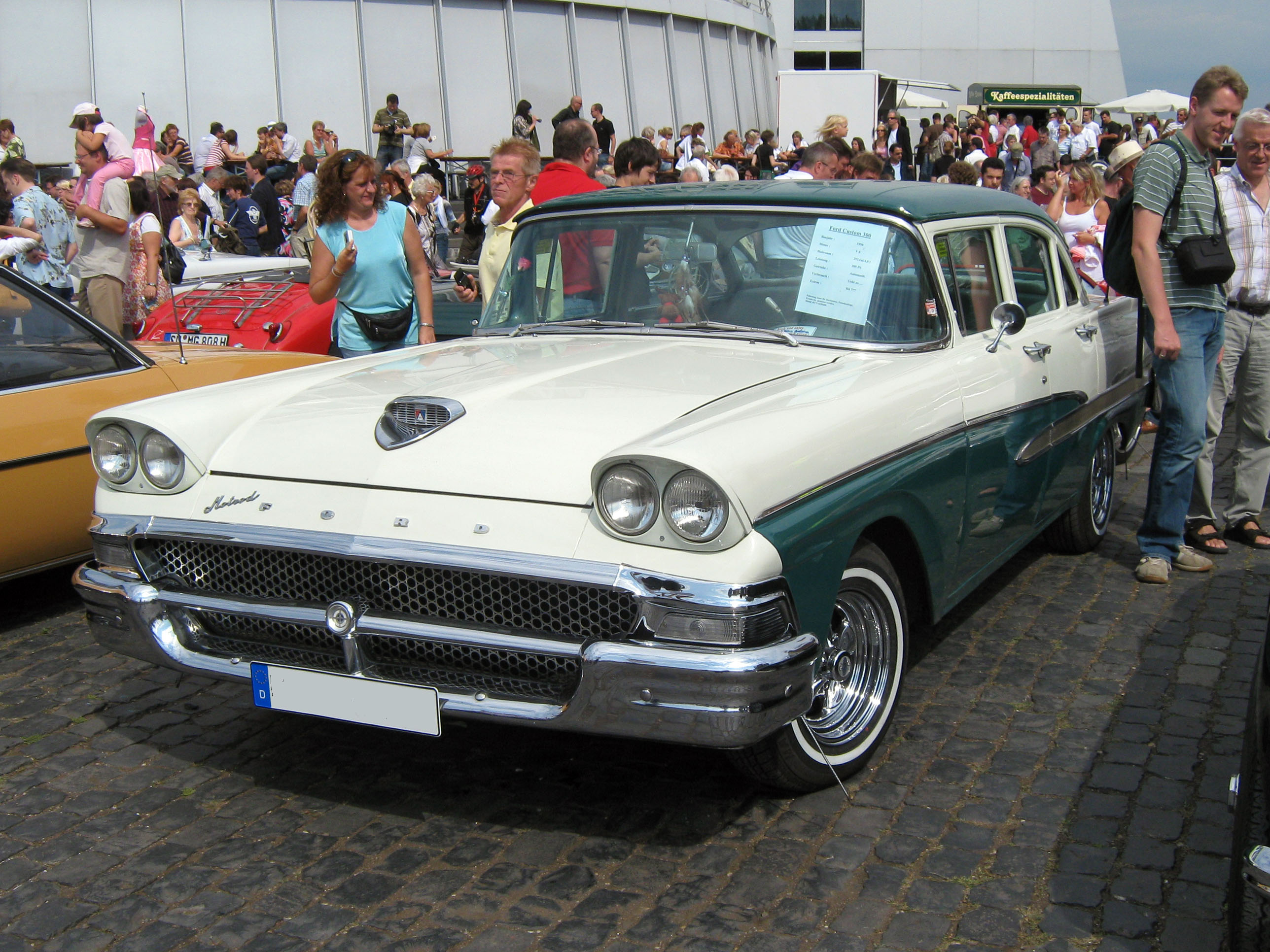
1958 Ford Custom 300 Styletone Fordor Sedan
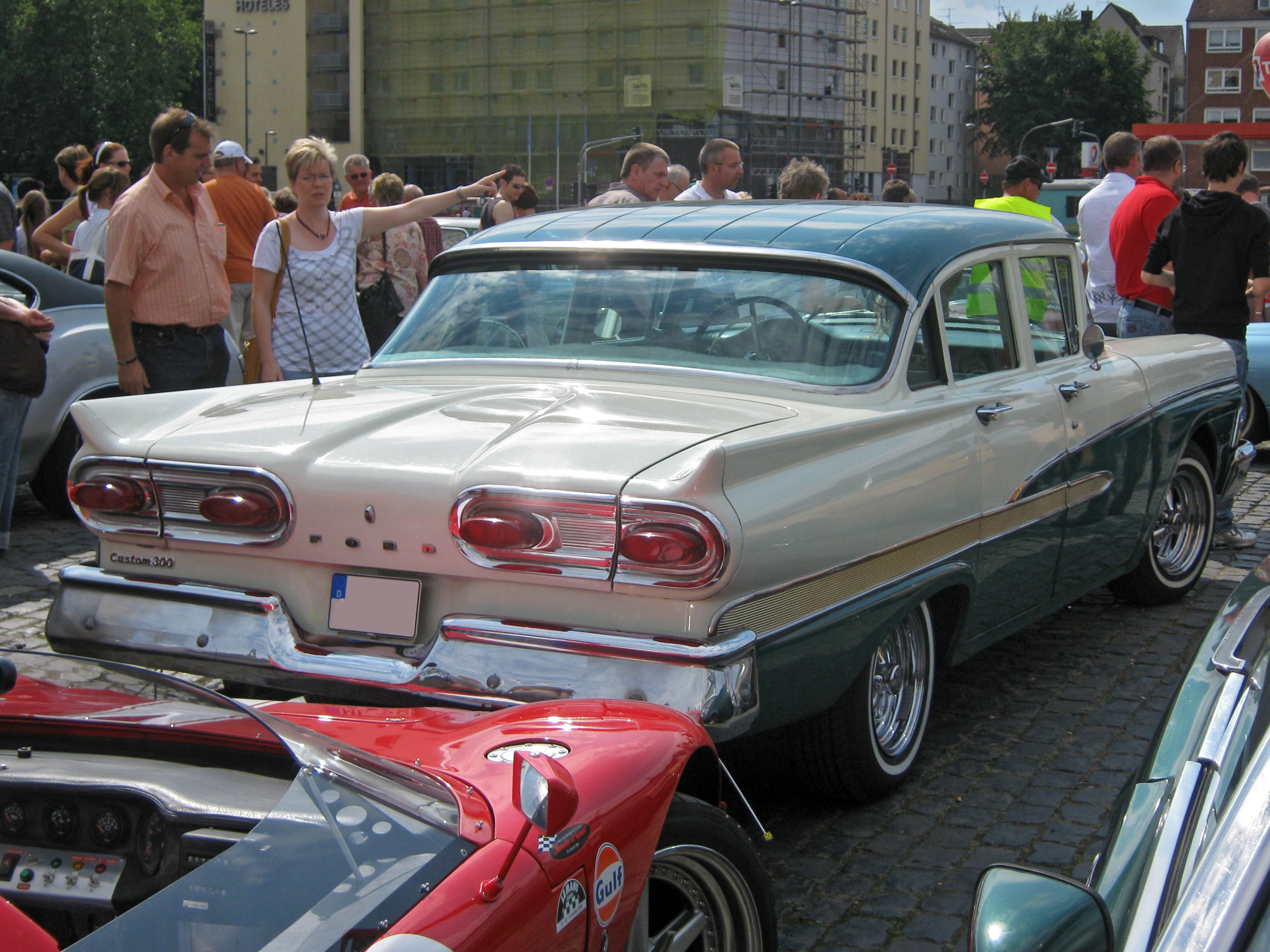
1958 Ford Custom 300 Styletone Fordor Sedan
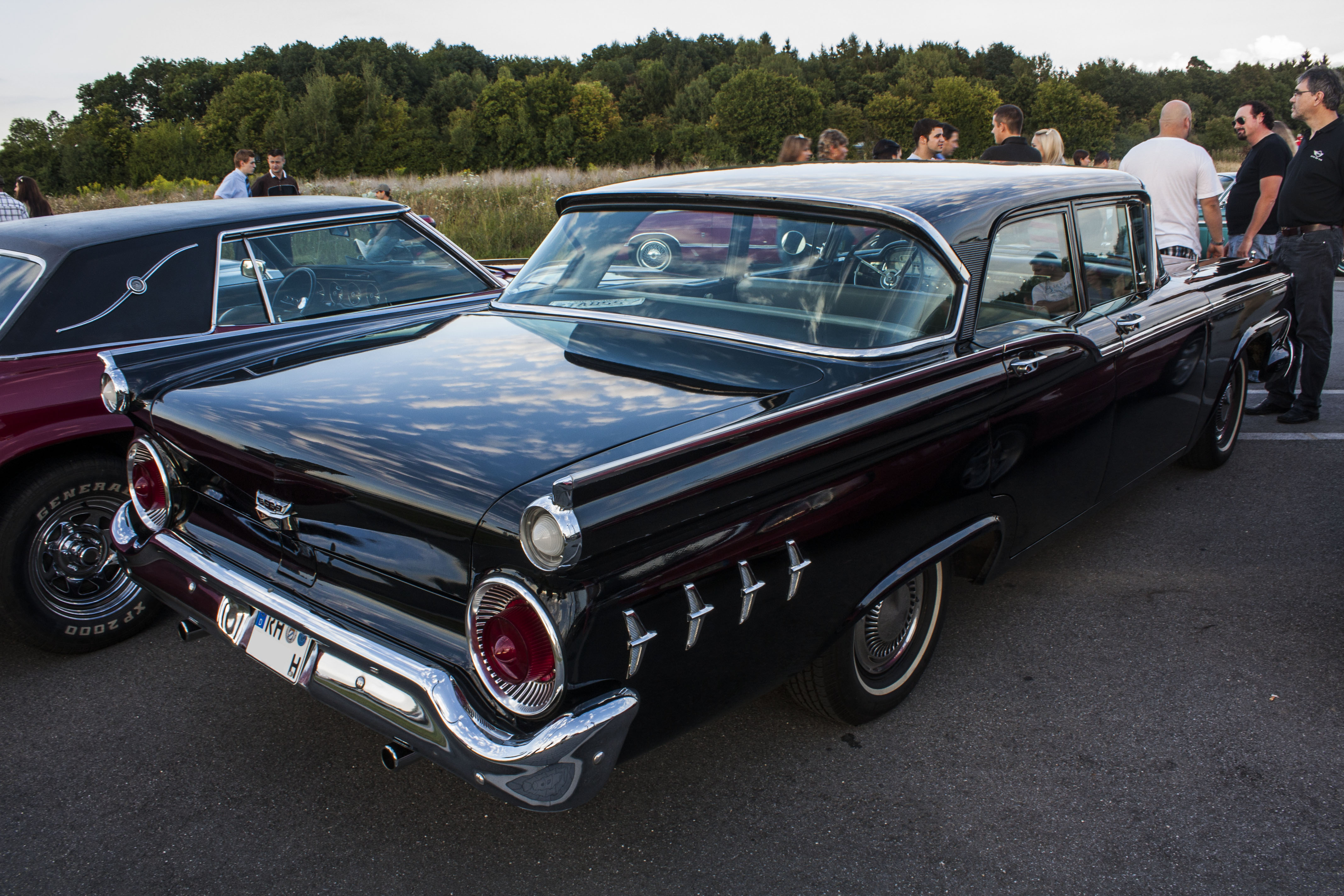
1959 Ford Custom 300 Fordor Sedan
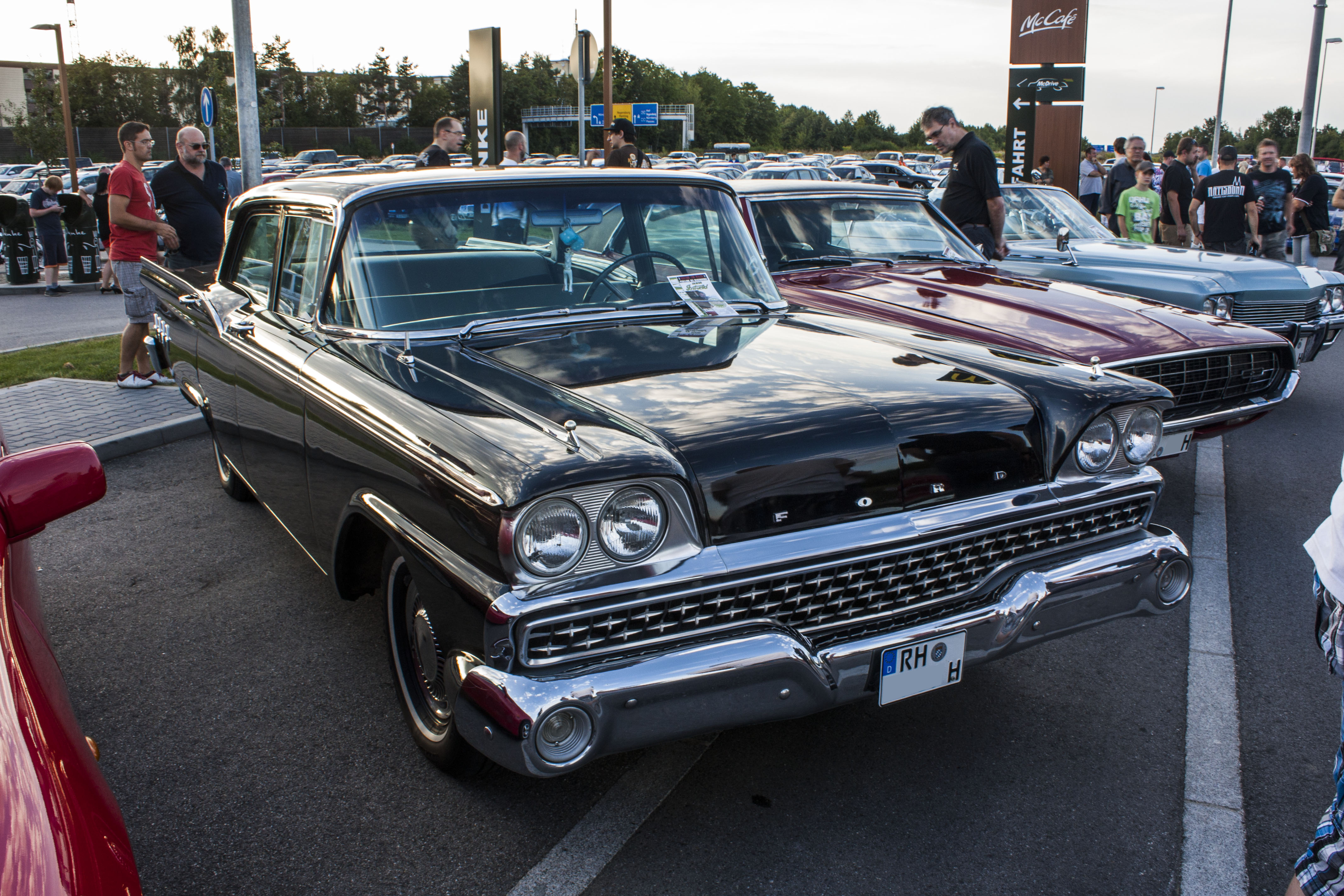
1959 Ford Custom 300 Fordor Sedan
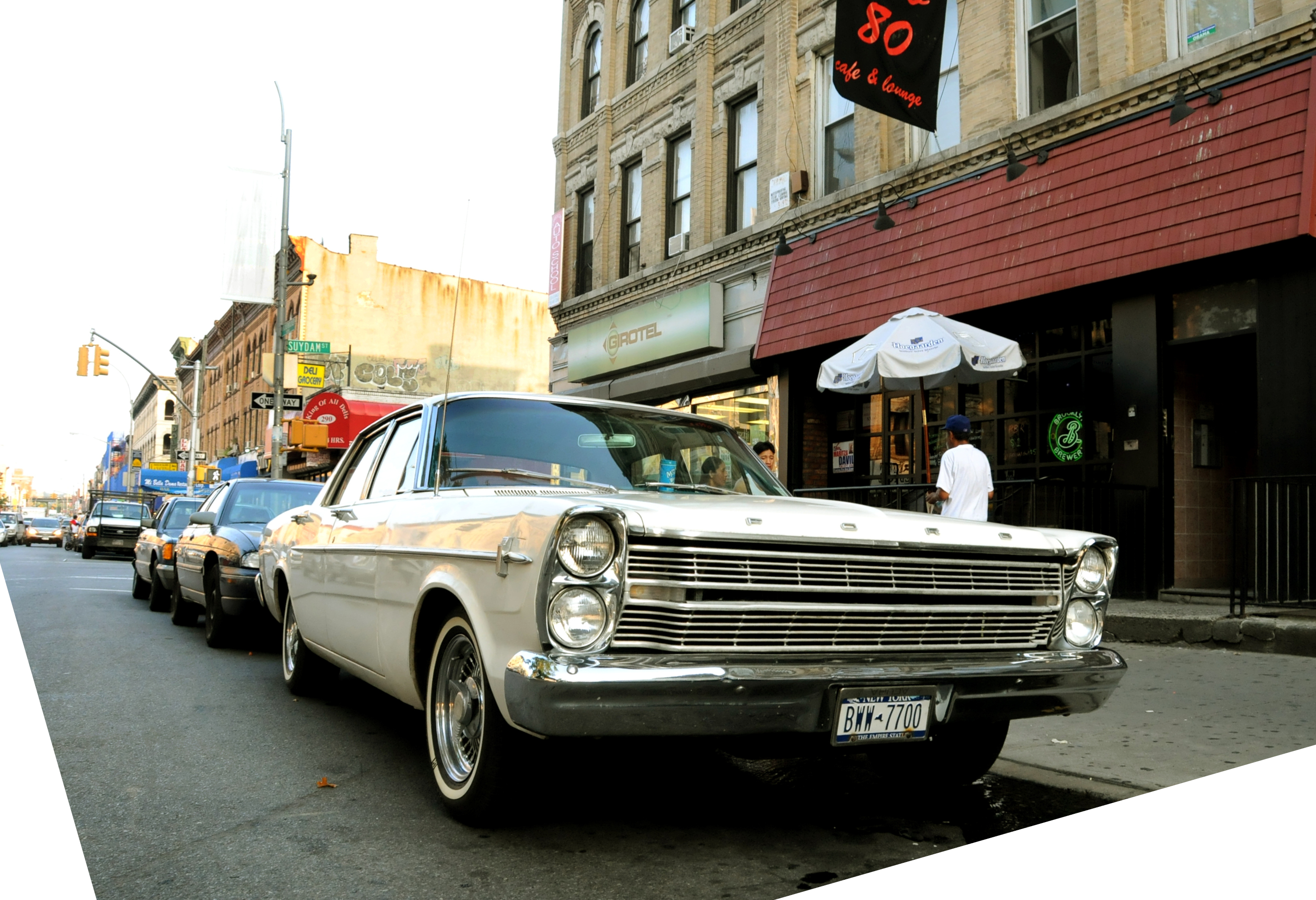
1966 Ford Custom 500 Fordor Sedan
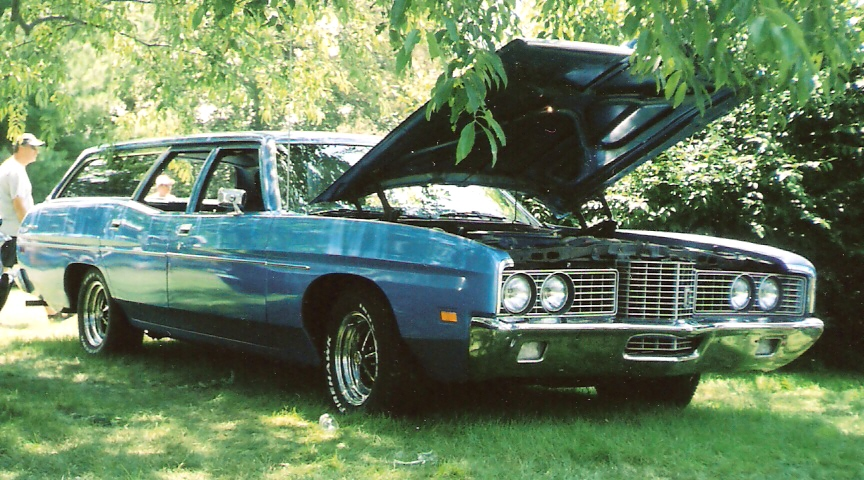
1972 Ford Custom 500 Ranch Wagon

### Fotnoter
1. ↑  Modellåren 1950 och 1951 kallades modellen "Custom Deluxe"
2. ↑  Namnet ”Custom” behölls i modifierad form på mellan modellerna Customline som tillverkades 1952-1956